# Ejler Bille
Ejler Kristian Torbensen Bille (6. marts 1910 i Odder – 1. maj 2004) var en dansk maler, grafiker, digter og billedhugger.
Han var søn af redaktør Torben Holger Bille og Anna Kirstine Lysabild Jensen.
Ejler Bille blev student fra Birkerød Statsskole i 1930 og optaget på Kunstakademiet i 1933. I 1931 debuterede han på Kunstnernes Efterårsudstilling.
Han var medlem af Corner, Linien, COBRA, Høstudstillingen 1938-50 og Martsudstillingen samt Den Frie Udstilling. Han var ganske produktiv og rejste gennem livet meget for at lade sig inspirere. Herunder stødte han blandt andet på balinesisk kunst, som han blev meget fascineret af og indsamlede en betragtelig samling af, som nu findes på Holstebro Kunstmuseum. Her finder man desuden en ganske stor samling af Billes egne værker. Derudover er han også markant repræsenteret på Esbjerg Kunstmuseum, Fuglsang Kunstmuseum samt nogle af de største danske samlinger, som Louisiana, Statens Museum for Kunst og AROS.
Han blev i 1944 gift med maleren og forfatteren Else Agnete Therkildsen (1900-1993) og er med hende begravet på Vejby Kirkegård.

## Udvalgte hædersbevisninger
- 1960: Eckersberg Medaillen
- 1969: Thorvaldsen Medaillen
- 2001: Amalienborg-prisen

## Udvalgte digtsamlinger
- Digte og Vignetter (Brøndums forlag, 1980)
- Valmuernes generalforsamling (Brøndums forlag, 1987)